# IG Metall
IG Metall, Industriegewerkschaft Metall, är det ledande fackförbundet inom verkstadsindustrin i Tyskland och ingår i Deutscher Gewerkschaftsbund. Det har 2,1 miljoner medlemmar (2024) och är därmed världens största organiserade arbetstagarorganisation.[källa behövs] Huvudkontoret ligger i Frankfurt am Main och man företräder arbetstagare inom metall- och stålindustri, teko, elektronik, träindustri samt IT- och kommunikationsteknologi.